# Bruchophagus interior
Bruchophagus interior is een vliesvleugelig insect uit de familie Eurytomidae. De wetenschappelijke naam is voor het eerst geldig gepubliceerd in 2004 door Neser & Prinsloo.